# 黃保欣
黃保欣，大紫荊勳賢，CBE，JP（1923年5月5日—2019年7月21日），福建省惠安县张坂镇下浦村人，香港政商界人物。

## 生平
黃保欣於中華民國福建省惠安縣下浦村出生，有一姊一妹五弟；父親黃潤蒼是惠安仁世醫院副院長，母親駱柿是一名農民。黃保欣早年就讀私立時化小學（現為惠安實驗小學）、泉州培元中學和國立廈門大學化學系（1945年畢業）。畢業後曾於福建省研究院工業研究所工作，又分別在惠安惠南中學、晉江市南僑中學以及福建省廈門雙十中學任教化學科。直至1948年來港後創辦聯僑企業有限公司，經營塑料化工生意，獲尊稱為「塑膠大王」。曾先後出任前香港塑料原料商會主席（1974年－1989年）、香港立法局議員（1979年－1988年）、香港基本法起草委員會委員、港事顧問（1992年4月）、工作委員會委員（1993年7月）、特區籌委會委員（1995年12月）、推選委員會委員（1996年11月）、亞洲電視主席（1998年－2002年）、香港機場管理局主席（1995年－1999年）、全國人大常委會香港特別行政區基本法委員會副主任（1997年－2006年）、第九、十屆全國人大代表等職。1995年起任機管局首任主席，任內見證啟德機場搬遷。
1977年，黃保欣獲得英女王伊利沙伯二世頒授大英帝國司令勳章。三年後榮獲太平紳士稱號，以表揚他在香港社會之貢獻。1993年，黃保欣被香港城市大學理工學院授予名譽工商管理學博士。翌年被香港浸會大學授予榮譽社會科學博士。
1998年，黃保欣獲香港特區政府授予大紫荊勳章，以表揚他在新機場發展之貢獻。卸任後鮮有露面，2011年他為機管局拍攝短片，支持興建香港國際機場第三條跑道。生前曾為蘇浙小學家長教師會幹事。

## 家庭生活
黃保欣於1946年1月與就讀廈門大學時期的校友吳麗英結婚。內戰爆發後，黃保欣再也無法繼續教書。此時，他在菲律賓的華僑姑母回到香港重新開張在第二次世界大戰期間被迫中斷的生意，黃保欣就和妻子一起去了香港，吳麗英在愛國學校培僑中學教書，黃保欣則幫助姑母照顧生意。二人婚後育有四女二子。後在2011年8月3日於伊利沙伯醫院逝世，享年89歲。吳麗英曾在培僑中學任職教師，而兒子黃友嘉則為第十二、十三屆港區全國人大代表、前香港中華廠商聯合會會長以及美國聯儲局前經濟研究員。